# .uk
.uk és el domini de primer nivell territorial (ccTLD) del Regne Unit (en anglès United Kingdom).
Amb més de 7 milions de registres a juilol de 2008, és el cinquè domini de primer nivell més popular per darrere .com, .cn, .de, i .net.
No està permès registrar cap nom directament sota .uk, i exigeix un domini de segon nivell. Entre els dominis de segon nivell més estesos s'hi troben ac.uk per usos acadèmics, co.uk per usos comercials, gov.uk per entitats públiques, o me.uk per pàgines personals.